# Алділа Сутдж'яді

Алділа Сутдж'яді (індонез. Aldila Sutjiadi) — індонезійська тенісистка, що спеціалізується на парній грі.
На міжнародному рівні дебютувала 17 років в складі індонезійської команди на Кубку Федерації.

## Значні фінали

### WTA Elite Trophy

#### Парний розряд: 1 фінал
| Результат | Рік  | Турнір                   | Поверхня | Партнерка | Супротивниці                           | Рахунок  |
| --------- | ---- | ------------------------ | -------- | --------- | -------------------------------------- | -------- |
| Поразка   | 2023 | WTA Elite Trophy, Чжухай | Хард     | Мію Като  | Беатріс Аддад Мая Вероніка Кудерметова | 3–6, 3–6 |

## Фінали турнірів WTA

### Парний розряд: 6 (4 титули)
| Легенда                |
| ---------------------- |
| Grand Slam             |
| WTA 1000               |
| WTA 500                |
| WTA Elite Trophy (0–0) |
| WTA 250 (4–1)          |

| За поверхнею |
| ------------ |
| Хард (3–0)   |
| Трава (0–0)  |
| Грунт (1–1)  |
| Килим (0–0)  |

| Результат | В–П | Дата     | Турнір                           | Статус  | Поверхня | Партнерка    | Супротивниці                           | Рахунок               |
| --------- | --- | -------- | -------------------------------- | ------- | -------- | ------------ | -------------------------------------- | --------------------- |
| Перемога  | 1–0 | Кві 2022 | Copa Colsanitas, Колумбія        | WTA 250 | Грунт    | Астра Шарма  | Еміна Бекташ Тара Мор                  | 4–6, 6–4, [11–9]      |
| Поразка   | 1–1 | Лип 2022 | Hamburg European Open, Німеччина | WTA 250 | Грунт    | Мію Като     | Софі Чанг Анджела Куліков              | 3–6, 6–4, [6–10]      |
| Перемога  | 2–1 | Січ 2023 | Auckland Classic, Нова Зеландія  | WTA 250 | Хард     | Мію Като     | Лейла Фернандес Бетані Маттек-Сендс    | 1–6, 7–5, [10–4]      |
| Перемога  | 3–1 | Тра 2023 | ATX Open, United States          | WTA 250 | Хард     | Ерін Рутліфф | Ніколь Меліхар-Мартінес Еллен Перес    | 6–4, 3–6, [10–8]      |
| Перемога  | 4–1 | Сер 2023 | Tennis in Cleveland, США         | WTA 250 | Хард     | Мію Като     | Ніколь Меліхар-Мартінес Еллен Перес    | 6–4, 6–7(4–7), [10–8] |
| Поразка   | 4–2 | Жов 2023 | WTA Elite Trophy, China          | Elite   | Хард     | Мію Като     | Беатріс Аддад Мая Вероніка Кудерметова | 3–6, 3–6              |

## Фінали турнірів WTA Challenger

### Парний розряд: 4 (2 титули)
| Результат | В–П | Дата     | Турнір                   | Поверхня | Партнерка         | Супротивниці                  | Рахунок          |
| --------- | --- | -------- | ------------------------ | -------- | ----------------- | ----------------------------- | ---------------- |
| Поразка   | 0–1 | Лип 2021 | WTA 125 Charleston, США  | Грунт    | Ерін Рутліфф      | Лян Еньшуо Ребекка Маріно     | 7–5, 5–7, [7–10] |
| Поразка   | 0–2 | Лис 2021 | WTA 125 Midland, США     | Хард (з) | Пеангтарн Пліпуеч | Гаррієт Дарт Ейджа Мухаммад   | 3–6, 6–2, [7–10] |
| Перемога  | 1–2 | Жов 2022 | WTA 125 Tampico, Мексика | Хард     | Тереза Мігалікова | Ешлін Крюгер Елізабет Мендлік | 7–5, 6–2         |
| Перемога  | 2–2 | Лис 2022 | WTA 125 Colina, Чилі     | Грунт    | Яна Сізікова      | Маяр Шеріф Тамара Зіданшек    | 6–1, 3–6, [10–7] |